# Посланица Римљанима
Посланица Римљанима је једна од књига Новог завета. Налази се после књиге Дела Апостолска и по реду је прва посланица у Новом завету.
Писац посланице је Свети Апостол Павле.
Написана је у Коринту, негде крајем педесетих година првога века и упућена је хришћанима и Јеврејима у Риму.
У посланици се углавном говори о односу хришћанске вере према онима који нису хришћани, посебно према Јеврејима које Апостол позива да пређу у хришћанство и објашњава им зашто је добро да то ураде.
Посланица Римљанима се без претходног проучавања не може лако разумети, иако је у њој учење Апостола Павла изложено најдетаљније.
Одељци из посланице читају се у цркви првих недеља после празника Духова, на крштењу, миропомазању и другим обредима.
Према преводу: Вук Стеф. Караџић, Нови завјет Господа нашег Исуса Христа, Беч 1857. године, Штампарија јерменског манастира.